# Первомайский (Жуковский район)
Первомайский — посёлок в Жуковском районе Брянской области, в составе Летошницкого сельского поселения. Расположен в 5 км к западу от деревни Летошники. Население — 11 человек (2010).

## История
Возник около 1930 года как колхоз «Первомайский»; до 2005 года — в Летошницком сельсовете.
| Годы      | 1979 | 1989 | 2002 | 2010 |
| --------- | ---- | ---- | ---- | ---- |
| Население | 109  | 40   | 31   | 11   |